# Dereźnia Solska
Dereźnia Solska is een plaats in het Poolse district  Biłgorajski, woiwodschap Lublin. De plaats maakt deel uit van de gemeente Biłgoraj en telt 526 inwoners.